# گورنگی تاوانکوت
گورنگی تاوانکوت (به صربی: Gornji Tavankut) یک منطقهٔ مسکونی در صربستان است که در Subotica Municipality واقع شده‌است. گورنگی تاوانکوت ۱٬۳۸۱ نفر جمعیت دارد.